# Luciana y Nicolás
Luciana y Nicolás es una telenovela peruana producida por Alomi Producciones, distribuida por Ledafilms y transmitida por América Televisión. Fue protagonizada por Ana de la Reguera y Christian Meier, con las actuaciones antagónicas de Martha Julia y Julián Legaspi.
Se estrenó el 15 de septiembre de 2003 en el horario de las 8:00 p. m. (UTC-5), reemplazando a la telenovela mexicana Las vías del amor, y finalizó el 19 de marzo de 2004, siendo reemplazada por la serie de televisión peruana Así es la vida.

## Reparto
- Christian Meier como Nicolás Echevarría.
- Ana de la Reguera como Luciana Garcés.
- Martha Julia como Lorena Egúsquiza.
- Julián Legaspi como Renato Echevarría.
- Sonia Oquendo como Claudia Egúsquiza.
- Carlos Cano de la Fuente como Tito.
- Gabriel Anselmi como Mario Suárez.
- Jorge Benavides como Pepe Maritza.
- Javier Valdés como Víctor Garrido.
- Agustín Benítez como don Pedro Garcés.
- Meche Solaeche como Esperanza Garcés.
- Homero Cristalli como Diego Garcés.
- Joel Sotolongo como Paolo Garcés.
- Lucía Irurita como doña Sara vda. de Echevarría.
- Silvia Bardalez como Consuelo.
- Rodney Rodríguez como Juan.
- Rodrigo González como Leopoldo Egúsquiza
- Roxana Yépez como María.
- Shirley Pfenning como Carolina.
- Michael Ovalle como Leticia Marticorena.
- Danny Rosales como Alexandre Vigo.
- Sandro Monzante como Jorge «Machete» Peña.
- Amparo Brambilla como Carmen de Peña.
- Gilberto Torres como Poma.
- Carlos Barraza como Roque.
- Enrique Avilés como Pepe.
- Gonzalo Revoredo como Gonzalo Valdez.
- Carlos Thornton como Raúl La Rosa.
- Alexandra Graña como Antuanette Clouvé.
- Celine Aguirre como María Pía.
- Jean Carlo Porcile como Santiago.
- Mónica Cabrejos como Olga.
- María Eugenia d'Angelo como Fiorella.
- Eduardo Linares como Memo «Pulga».
- Ramsay Ross como Peter Joyce.
- Rebeca Escribens como Andrea.
- Kathy Serrano como Marlene.
- Christian Thorsen como Dr. Adrián Noriega.
- María Grazia Gamarra como Marina.